# Хасанов, Марат
Мара́т Хаса́нов (род. 28 мая 1935) — советский и таджикский актёр и организатор кинопроизводства.

## Биография[1]
Родился 28 мая 1935 года.
Окончил цирковое училище (Москва, 1969); Высшие курсы директоров кинокартин при Госкино СССР (Москва, 1975).
На киностудии «Таджикфильм» с 1959 года – помощник, ассистент режиссёра.
В 1967-1970 гг. – ковёрный (клоун) Государственного цирка.
В 1970-1973 гг. – ассистент режиссёра киностудии «Таджикфильм», в 1975-1977 гг. – директор кинокартин киностудии «Узбекфильм».
В 1977-1985 гг. – директор кинокартин киностудии «Таджикфильм», в 1985-1990 гг. – ассистент режиссёра творческого объединения «Таджиктелефильм», в 1990-2009 гг. – ассистент режиссёра киностудии «Таджикфильм».
Заместитель директора проведения Декады таджикской культуры и искусства в Москве (1967). Одновременно с работой в цирке был конферансье музыкального ансамбля «Гульшан».
Исполнитель ролей в игровых сюжетах сатирического киножурнала «Калтак».
Член Союза кинематографистов Таджикистана (1999).

## Фильмография

### Актёр
1. 1961 — Знамя кузнеца
2. 1961 — Маленькие истории о детях, которые…
3. 1962 — Одержимые
4. 1969 — Встреча у старой мечети
5. 1970 — Дороги бывают разные
6. 1970 — Легенда тюрьмы Павиак
7. 1973 — Горная станция — водитель
8. 1973 — Ткачихи
9. 1974 — Белая дорога — эпизод
10. 1975 — Уходили комсомольцы
11. 1976 — Отважный Ширак — разбойник
12. 1976 — Семь похищенных женихов — эпизод
13. 1977 — Осада
14. 1979 — Телохранитель — масхарабоз (скоморох)
15. 1980 — Золотая стрела — Санат, дядя Анор
16. 1981 — Контакт — Дамир
17. 1981 — Преступник и адвокаты — следователь
18. 1982 — Гляди веселей — хозяин танцовщицы
19. 1982 — Хозяин воды
20. 1983 — Приключения маленького Мука — повар
21. 1985 — Джура — охотник из Мин-Архара
22. 1985 — Капкан для шакалов
23. 1986 — Миражи любви — эпизод
24. 1987 — Девушки из «Согдианы»
25. 1989 — Квартира — милиционер
26. 1991 — Чужая игра
27. 1992 — Маленький мститель